# یادبود قهرمان گمنام (بلگراد)

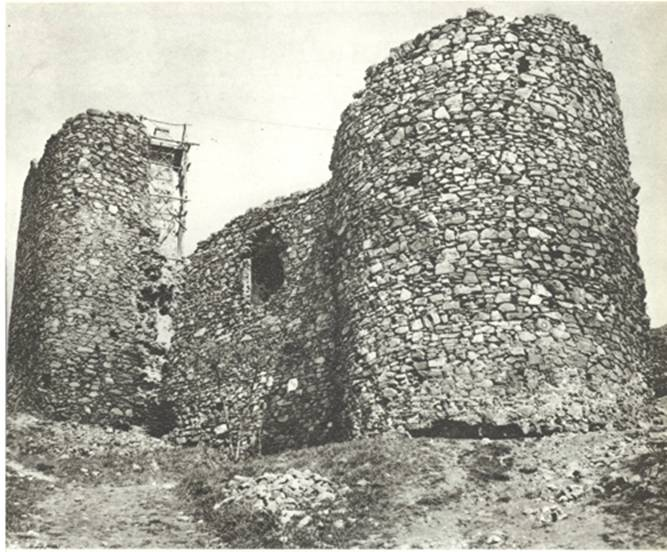
قلعه ژرنوف در آوالا که در سال ۱۹۳۴ تخریب شد.

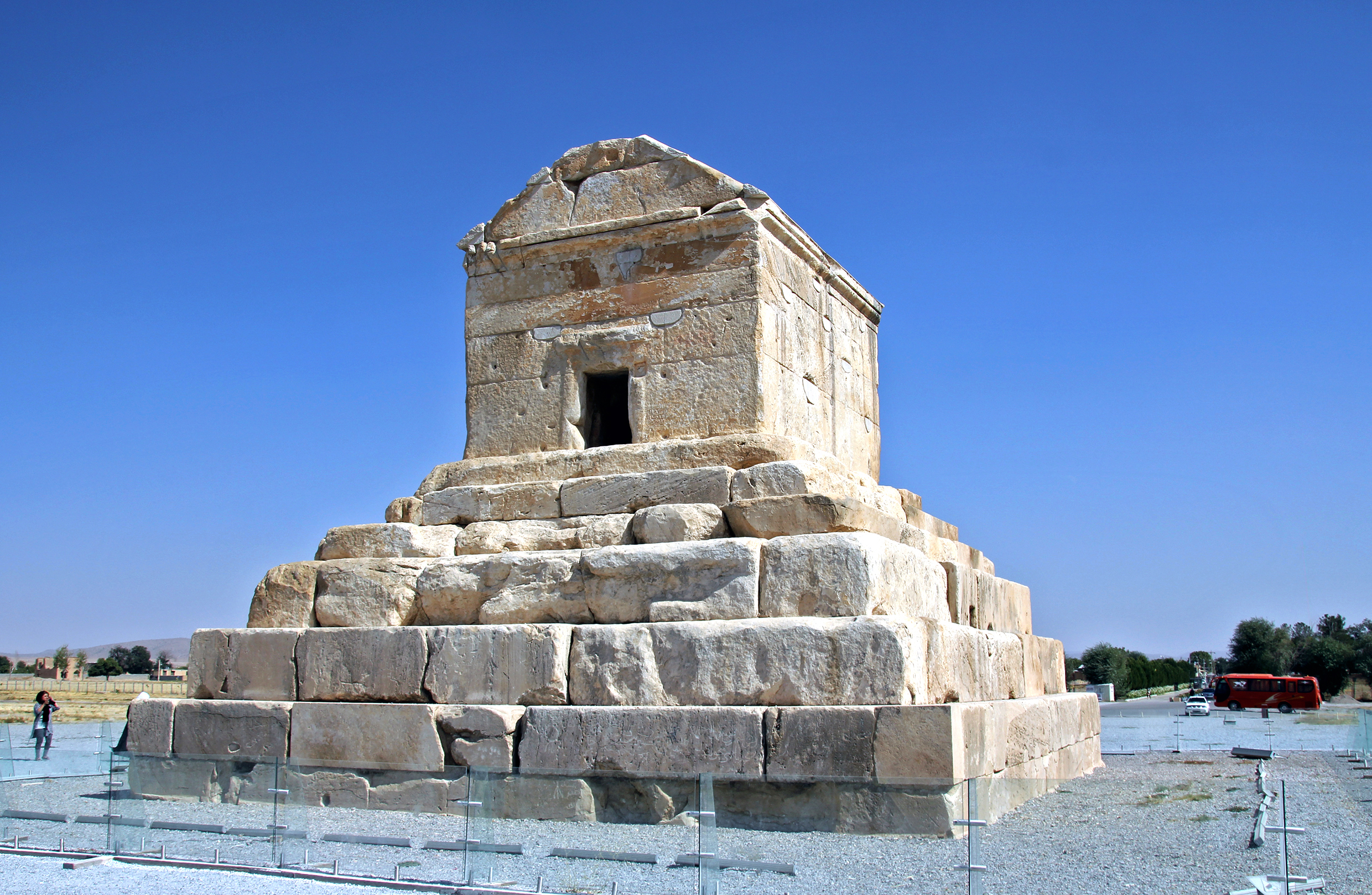
آرامگاه کوروش

یادبود قهرمان گمنام (صربی: Spomenik Neznanom junaku) بنای یادبود جنگ جهانی اول در بالای کوه آوالا، در جنوب شرقی بلگراد، صربستان است. در همین مکان یک سرباز گمنام صرب در جنگ جهانی دفن شده است. این بنای یادبود در ‎۱۹۳۴–۱۹۳۸ بر اساس طرحی از ایوان مشتروویچ، مجسمه‌ساز از مدل آرامگاه کوروش ساخته شد.
این آرامگاه مشابه بسیاری از مقبره‌های دیگری از سربازان گمنام است که توسط متفقین پس از جنگ ساخته شد.

## تاریخچه
مقبره قهرمان گمنام به دستور الکساندر یکم برای بزرگداشت قربانیان جنگ‌های بالکان (‎۱۹۱۲–۱۹۱۳) و جنگ جهانی اول ساخته شد. این بنا توسط مجسمه‌ساز کروات ایوان مشتروویچ طراحی شد و مهندس اصلی آن ستفان ژیوانوویچ بود. ارتش سلطنتی و نیروی دریایی یوگسلاوی در نصب آن شرکت کردند. پادشاه یوگسلاوی سنگ بنای یادبود را در ۲۸ ژوئن ۱۹۳۴، چند ماه پیش از ترورش در مارسی گذاشت. قبل از شروع ساخت در ۱۹۳۴، استحکامات شهر باستانی ژرنوف در بالای کوه آوالا با دینامیت تخریب شد تا فضا برای بنا فراهم شود.
ساخت بنای یادبود با جنجال همراه بود و نظر عمومی مخالف تخریب شهر قدیمی بود؛ مثلاً برانیسلاو نوشیج معتقد بود که بنایی چنین دور از بلگراد مانع از احترام ویژهٔ شهروندان است؛ «به آوالا فقط مردان ثروتمندی می‌روند که ماشین دارند و معشوقه‌هایشان را با خود می‌آورند.» اما نظر پادشاه قاطع بود؛ «یا آنجا یا هیچ جا». نوشیج حتی یکی از میدان‌های مرکزی شهر را پیشنهاد کرد که امروزه بنای یادبود خود وی در یکی از آنها به نام میدان جمهوری قرار دارد.
بنای یادبود قهرمان گمنام در سال ۱۹۸۷ به عنوان میراث فرهنگی با اهمیت فوق‌العاده اعلام شد. اطراف این بنای تاریخی در سال ۲۰۰۶ محوطه‌سازی شده است.

## طراحی
بنای یادبود قهرمان گمنام به شکل تابوت‌دان و معبد یونانی در سبک نئوکلاسیک از جنس گرانیت سیاه از یابلانیتسا ساخته شده است. مشتروویچ برای ساخت این بنا از آرامگاه کوروش بزرگ، الهام گرفته است.
گرد تابوت ستون‌های زن‌پیکر به نمایندگی زنان پادشاهی یوگسلاوی از بوسنی، مونته‌نگرو، دالماسی، کرواسی، اسلوونی، وویوودینا و صربستان قرار دارند. زنان گرد مقبره هم مادران سربازان کشته‌شده هستند که آرامش و قداست محل دفن را حفظ می‌کنند. بالای تابوت کتیبه‌ای با عنوان «الکساندر یکم یوگسلاوی به قهرمان گمنام» نوشته شده است. ارتفاع بنا ۱۴٬۵ متر و طول آن ۳۶ متر است. مقبره با بقایای قهرمان گمنام در سرداب داخل بنا قرار دارد. سر قبر مدت زمان جنگ‌های بالکان و جنگ جهانی اول (‎۱۹۱۲–۱۹۱۸) مشخص شده است.
هرم پنج‌پله‌ای مقبره نمادی از پنج قرن اشغال صربستان توسط عثمانی‌ها است. الکساندر قصد داشت قله آوالا را به مدل کوه کایماک‌چالان تبدیل کند که پس از نبرد کایماک‌چالان در سال ۱۹۱۶ بین صربستان و بلغارستان اهمیتی افسانه‌ای پیدا کرد و به تعبیری «دروازه میهن» یا «محراب میهن» نامیده می‌شد. بین ‎۱۹۳۴–۱۹۳۸ همزمان با ساخت بنا، منطقه اطراف نیز با گونه‌های مخروطی جنگلی پوشیده شد که از باغ گیاه‌شناسی مونیخ آلمان سفارش داده‌شدند. تعدادی درخت نیز توسط آدولف هیتلر به یوگسلاوی اهدا شد.

## نظریات
عجله برای تخریب ژرنوف و اصرار پادشاه بر ساخت بنا در این مکان علیرغم همه مخالفت‌ها، به مرور نظریه‌های توطئهٔ متعددی ایجاد کرده است. یکی از نظریه‌های اصلی ارتباط این بنا با معبد فراماسونی به دلیل احتمال عضویت هر دو الکساندر و مشتروویچ به لژ فراماسونری و استفادهٔ پادشاه از چکش نقره‌ای برای آغاز کار است. اگرچه ابزار نقره‌ای به همین منظور توسط حاکمان صرب مورد استفاده قرار می‌گرفت، همچون پادشاه میلان که در زمان شروع ساخت ایستگاه راه‌آهن اصلی بلگراد در سال ۱۸۸۱، از چکش نقره‌ای استفاده کرد.

## نگارخانه

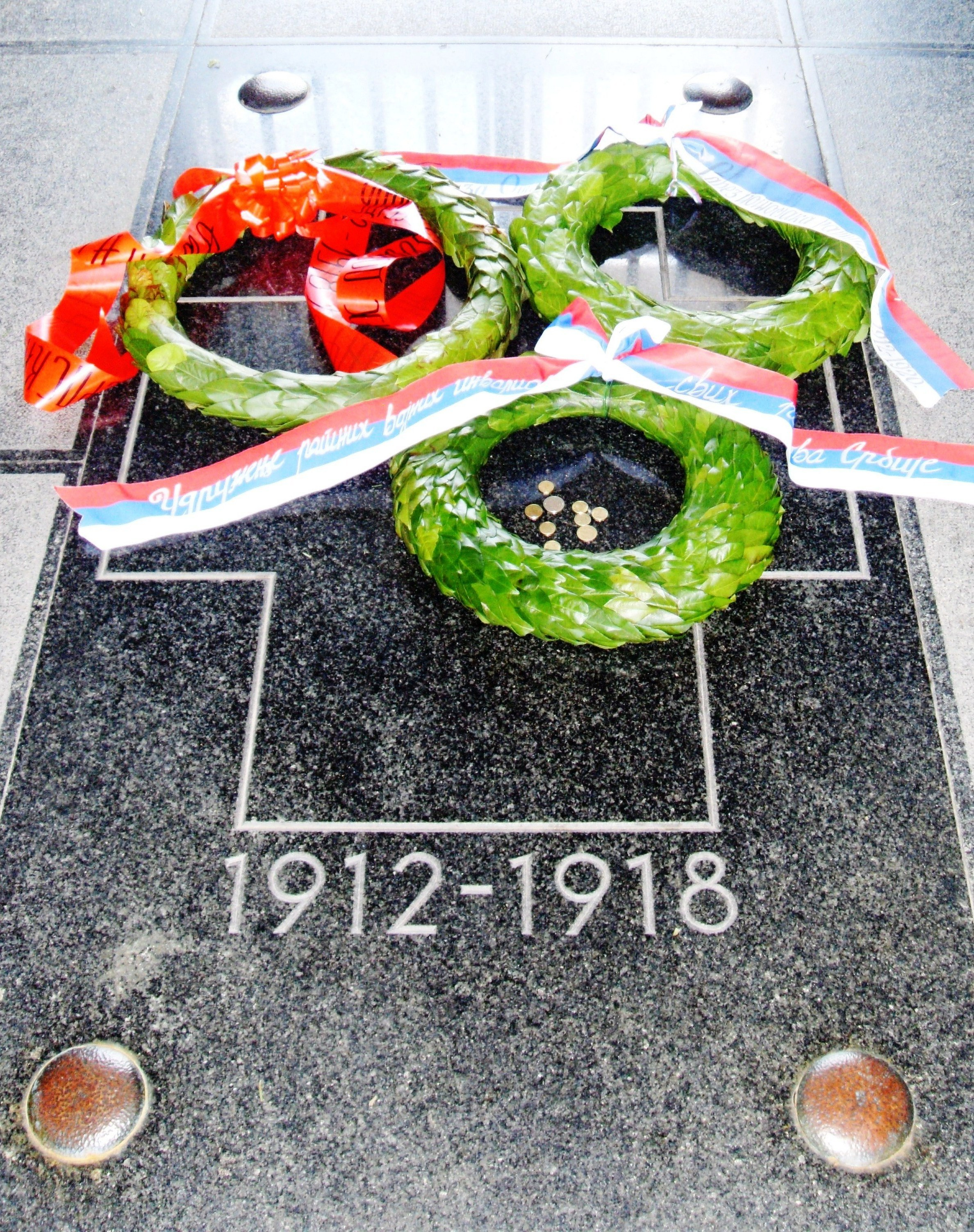
مقبره سرباز گمنام
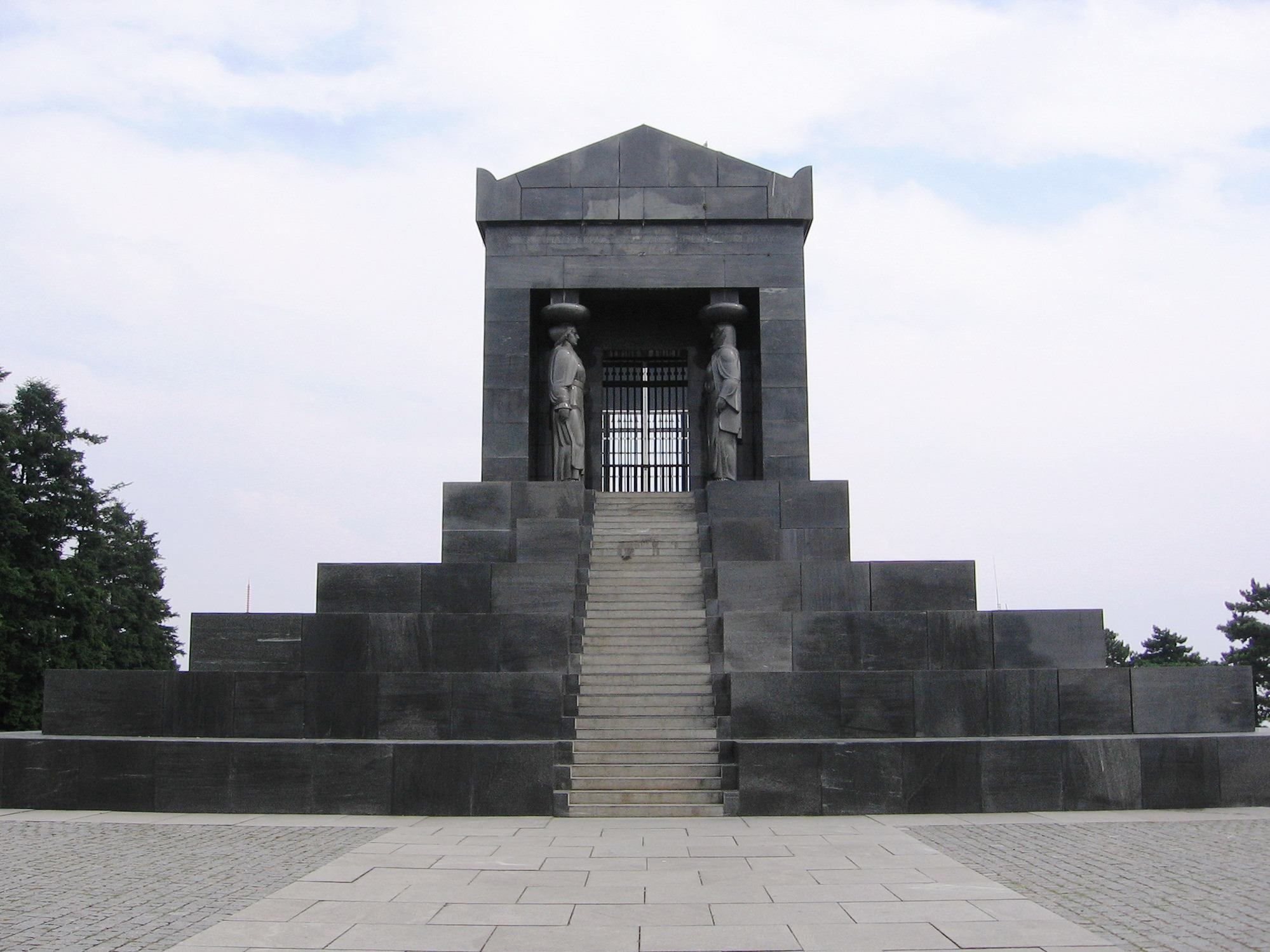
پله به بنای یادبود
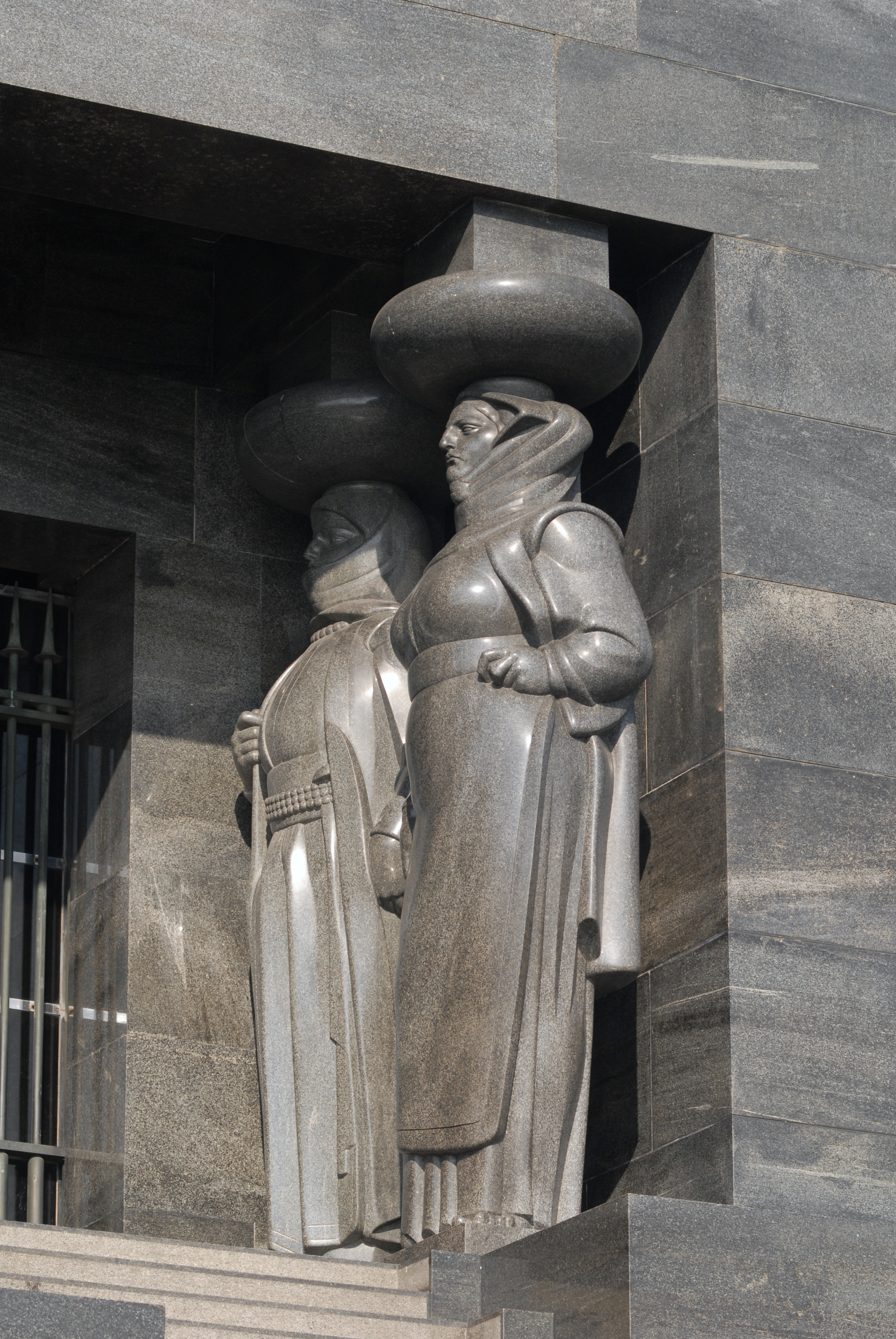
ستون‌های زن‌پیکر